# Cătălina Buzoianu
Ecaterina (Cătălina) Buzoianu (n. 13 aprilie 1938, Brăila, România – d. 3 august 2019) a fost o regizoare română de teatru si televiziune, profesor. . A făcut parte dintre cei mai importanți regizori de teatru din România. Și-a dedicat viața scenei și învățământului teatral, din 1975 fiind profesoară la catedra de regie teatru, iar din 1990 - decan al secției de teatru din cadrul UNATC București. A fost căsătorită cu actorul Papil Panduru și a avut doi copii: pe Ștefănuț Iordănescu (dintr-o căsătorie anterioară) regizor de teatru și fost director de teatru (la Naționalul din Timișoara și la Teatrul Bulandra din București), și pe Velica Panduru, scenograf de carieră, nume recunoscut în comunitatea teatrală. Cătălina Buzoianu a avut peste o sută de piese montate în țară și în străinătate, activitatea sa artistică fiind recompensată cu numeroase premii românești și internaționale.

## Studii
A absolvit Institutul de Artă Teatrală și Cinematografică din București în 1970.

## Activitate profesională

### Cariera artistică
După absolvirea institutului a fost repartizată la Teatrul Național Vasile Alecsandri din Iași, apoi a fost regizor la Teatrul Tineretului din Piatra Neamț, până în anul 1973. În perioada 1979-1985 a fost prim-regizor permanent la Teatrul Mic din București, apoi regizor permanent la Teatrul Bulandra, din 1985 până la pensionare, în 2006.:p. 137 A realizat numeroase adaptări pentru teatru după romane ale unor autori consacrați, precum: Bolnavul închipuit de Molière, Efectul razelor Gamma asupra anemonelor de Paul Zindell, Peer Gynt de Henrik Ibsen, Să-i îmbrăcăm pe cei goi de Luigi Pirandello, Adela de Garabet Ibrăileanu, Chira Chiralina după Panait Istrati, Patul lui Procust după Camil Petrescu. Una din cele mai cunoscute reușite în acest sens fiind premiera de la Teatrul Lucia Sturdza Bulandra cu "O dimineață pierdută" după romanul omonim de Gabriela Adameșteanu. Pe lângă teatru, a regizat și spectacole de operă precum „Oedip” de George Enescu, „Icoana pe rug” de Arthur Honneger, „Lumea pe lună” de Joseph Haydn/Carlo Goldoni. A colaborat cu multe teatre din țară și din străinătate. În străinătate a regizat spectacole precum: Satan la Moscova de Mihail Bulgakov (Israel), Nu sunt turnul Eiffel de Ecaterina Oproiu (Polonia), Nunta lui Figaro de Beaumarchais (Israel), Visul unei nopți de vară de William Shakespeare (Israel).
A fost membru UNITER, membru fondator Alianța Civică și președinte de onoare al Centrului de cercetări Teatrale „Mnesosyne”  din Marsilia.

### Cariera didactică
În paralel cu activitatea de regizor, începând din anul 1975 Cătălina Buzoianu a fost profesoară la Catedra de Regie Teatru a IATC București (azi UNATC), din 1990 ocupând și funcția de decan al Secției de Teatru. După pensionare, a predat la masterat cursurile de Antropologie și de Forme alternative de teatru.

## Filmografie
- Trenul din zori nu mai oprește aici (1994)
- Vocea umană (1990)
- Efectul razelor gamma asupra anemonelor (1977)

## Cărți publicate
- Novele teatrale[10] (1987)
- Vaporul interior (2001)[11]
- Mnemosina, bunica lui Orfeu (2005)

## Premii și distincții
- Premiul Festivalului din Katowice, Polonia, 1972
- Premiul Academiei Române, 1973[12]
- Premiul pentru regie la Festivalul de Teatru Contemporan, Brașov, 1978
- Premiul special al Juriului, Durham, Anglia, 1979
- Titlul Amicus Poloniae, pentru propagarea culturii poloneze, 1980
- Premiul Théâtre vivant - Radio France Internationale, 1993
- Marele Premiu la Festivalului Național de Teatru, edițiile din 1994, 1996, 1997
- Marele Premiu și Premiul pentru regie la Festivalul Internațional de Dramaturgie Românească, Timișoara, 1995
- Premiul Città di Sciacca, în cadrul Premiilor Salvo Randone, Sciacca, Italia (1995)[13]
- Premiul UNITER pentru cea mai bună regie, la ediția a III-a a Galei Premiilor UNITER, 1995[14]
- Premiul UNITER pentru întreaga activitate, la ediția a IX-a a Galei Premiilor UNITER, 2001[15]

### Decorații
- Ordinul național „Serviciul Credincios” în grad de Ofițer (1 decembrie 2000) „pentru realizări artistice remarcabile și pentru promovarea culturii, de Ziua Națională a României”[16]